# Villa La Guardatoia

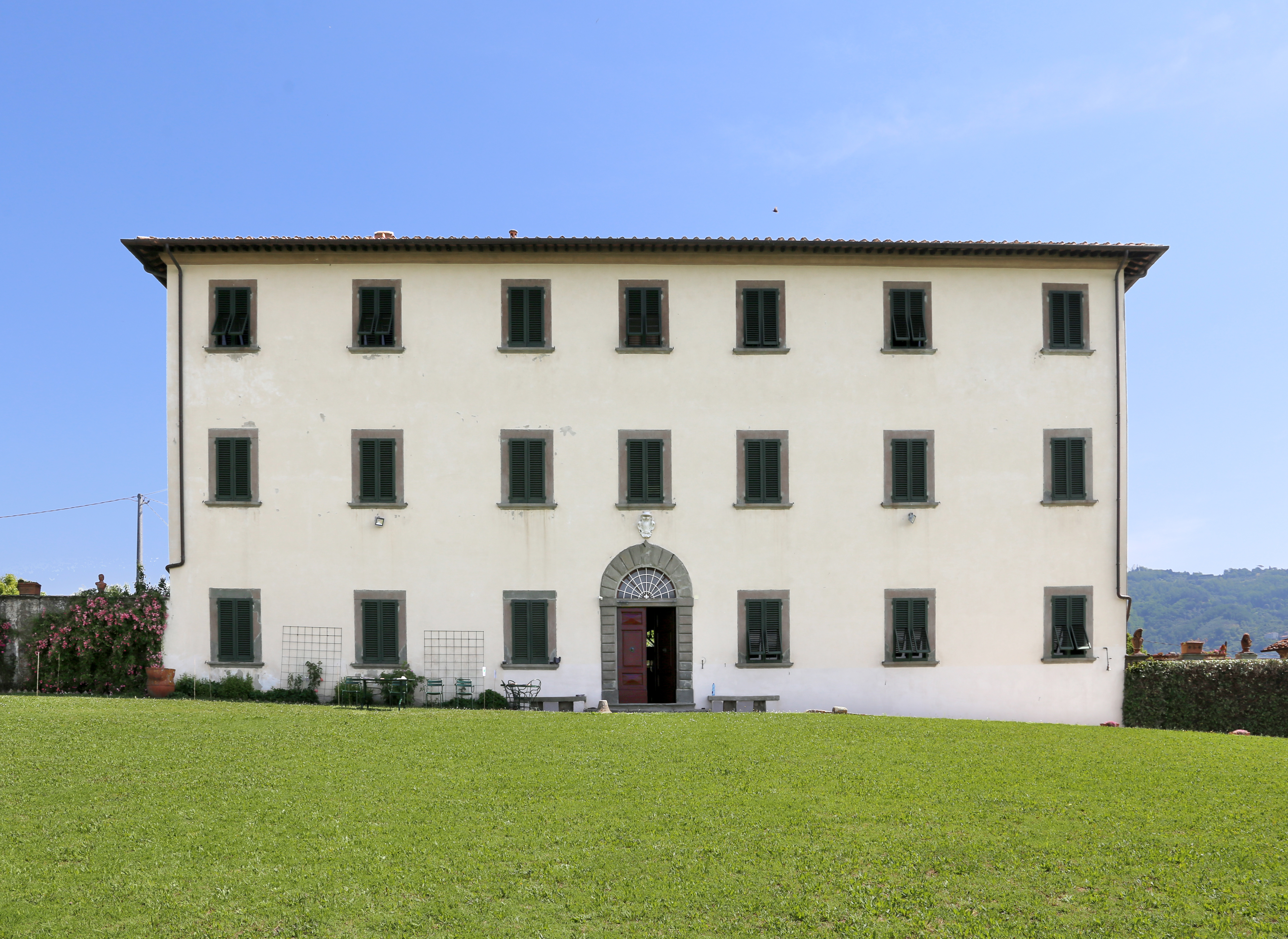
Veduta dal lato giardino

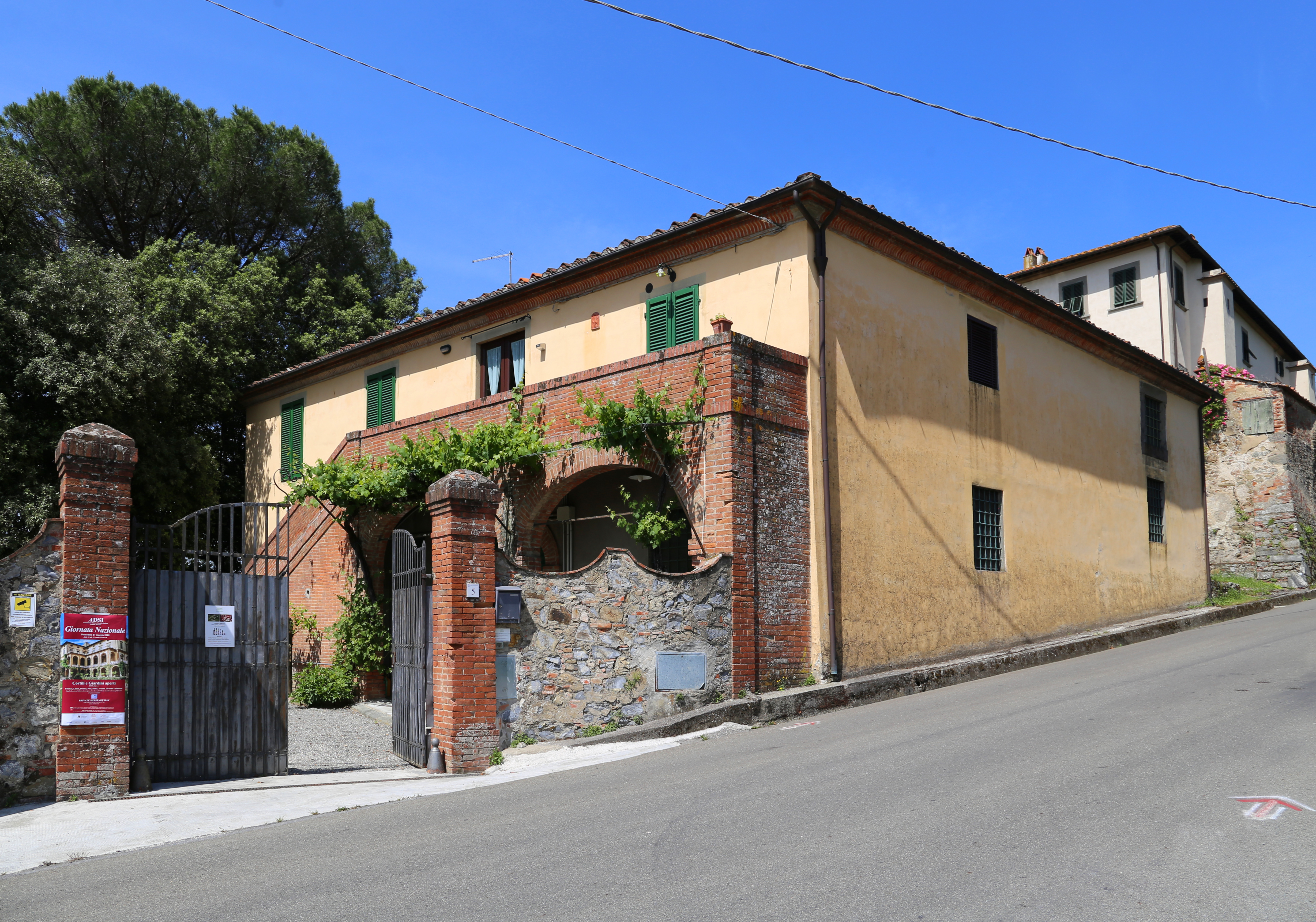
Veduta lato strada

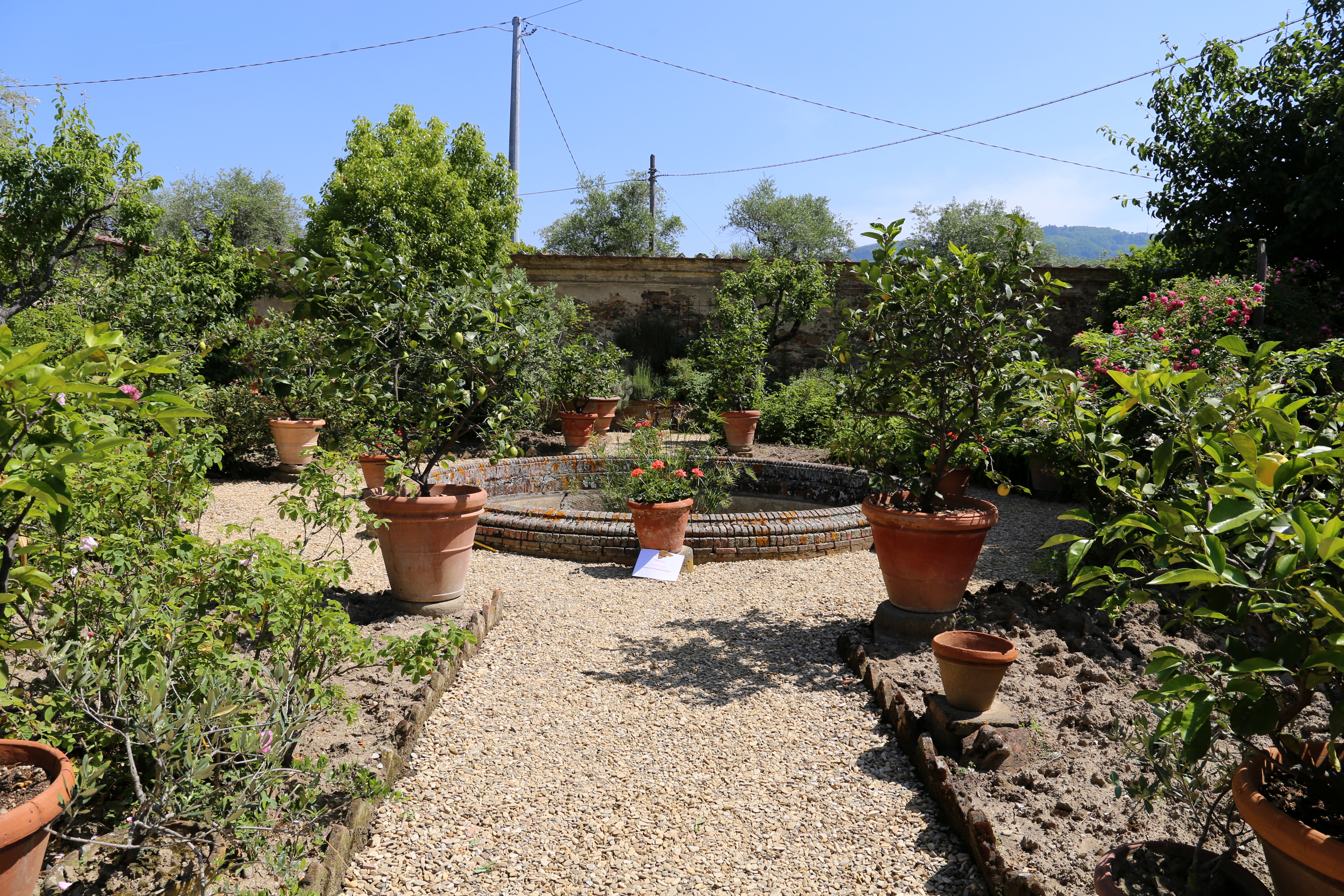
Giardini

Villa La Guardatoia si trova in località Collecchio presso Pescia (PT).

## Storia e descrizione
Il nome della proprietà, appartenuta dalla fine del XVII secolo fino a tutt'oggi alla famiglia Cecchi, sembra derivare dal termine medievale "wardon" che significava "stare in guardia", infatti la sua posizione, sopraelevata, consente un'ampia vista sulla pianura circostante.
La facciata è caratterizzata da tre ordini di finestre e da un portale in pietra serena, sormontato dallo stemma di famiglia. Il parco è composto da un grande prato che si apre di fronte alla villa, assumendo le sembianze di un balcone naturale, e sulla destra e sulla sinistra dell'edificio da due giardini, chiusi da mura, abbellite da statue in cotto. Il giardino di destra è un roseto, quello di sinistra è un classico giardino all'italiana, con vasca centrale, aiuole e siepi di bosso. Ambedue sono dotati di una propria limonaia. I due giardini sono collegati tra loro attraverso un passaggio ombroso, costellato da piante di camelie ed azalee, che si apre tra il muro di cinta e la facciata posteriore della villa. Sul prato, a destra guardando la villa, si trova un antico pozzo mentre a sinistra è ubicato il cancello d'ingresso al boschetto e all'uccelliera. Il viale d'accesso alla villa è segnato da lecci e pini centenari.